# Fabio Bidini
Fabio Bidini   (Arezzo, 11 de juny de 1968) és un pianista italià. Va ser finalista del Concurs Internacional de Piano Van Cliburn de Fort Worth el 1993. Imparteix classes a la Colburn School de Los Angeles, on ocupa una càtedra de piano dotada per la filantropa Carol Colburn Grigor. Anteriorment va ensenyar a la Hochschule für Musik "Hanns Eisler" de Berlín, Alemanya. Des del 2016 imparteix classes a la Hochschule für Musik und Tanz Köln de Colònia, Alemanya.
Fabio Bidini és avui reconegut com un dels pianistes i pedagogs més importants. Als cinc anys va rebre les seves primeres lliçons de piano i, mig any després, va fer la seva primera actuació en públic. Els anys següents va guanyar 11 dels concursos de piano italians més importants, incloent sempre el Premi del Públic i tots els premis especials.
Va obtenir la seva graduació final com a "Magna cum Laude" i va ser un dels graduats més joves del prestigiós "Conservatorio Santa Cecilia" de Roma. Els pianistes que van contribuir significativament al seu desenvolupament artístic van ser Orazio Frugoni i Maria Tipo.
Després de guanyar els millors premis en els concursos internacionals de piano més famosos, el seu èxit sensacional al Busoni i al Concurs Internacional de Piano Van Cliburn li va obrir la porta a una carrera internacional en constant creixement. La seva excel·lent interpretació de piano que combina la màgia tècnica amb el lirisme poètic i la seva fascinant cultura de l'atac del teclat el van portar a tenir un debut a Londres brillant al "Barbican Center" amb la London Symphony Orchestra sota la batuta de Michael Tilson Thomas en presència de Sir Georg Solti. Poc després, va actuar a les Nacions Unides com a solista de la BBC de Gal·les i va tenir el seu aclamat debut nord-americà amb lOrquestra Simfònica d'Atlanta sota la direcció de Yoel Levi.
Des de llavors, Fabio Bidini ha estat un convidat freqüent de les orquestres més destacades del món (San Francisco Sympony, Dallas Symphony, Budapest Festival Orchestra, Chamber Orchestra of Philadelphia, The Philharmonia Orchestra of London, BBC Orchestra Wales) que toquen a la majoria del món famoses sales de concerts (Carnegie Hall, Kimmel Center Philadelphia, Kennedy-Center Washington, Royal Festival Hall, Davies Hall, Tonhalle Zürich, Gewandhaus Leipzig, Rudolfinum, Auditorio Nacionál-Madrid, Auditorio de Zaragoza, Muziekgebouw Amsterdam, entre d'altres).
També ha col·laborat amb els principals directors del nostre temps. Ha estat convidat repetidament a actuar en festivals de prestigi, com el Festival del Sol de Toscana Cortona/Napa, el Festival Radio France Montpellier Languedoc-Roussillon, el Festival Internacional de Piano La Roque d'Anthéron, el Festival Stern Grove, el Festival Internacional de Piano Arturo Benedetti Michelangeli, el Festival dei Due Mondi, Grant Park Festival Chicago.
Bidini també té molta demanda com a soci de música de cambra. Ha gaudit de la col·laboració artística amb infinitats de conjunts de cambra. Ha format un duet formal amb la Sra. Hopcker i, amb la publicació del seu primer CD de sonates de Serguei Prokófiev i Richard Strauss, han posat les bases per a extenses col·laboracions amb el segell nord-americà "True Sounds".
La discografia de Fabio Bidini consta de 14 CD de companyies discogràfiques líders com "BMG, Naxos, Classichord, Musikstrasse, EPR, True Sounds", entre d0altres.
El 2005, Fabio Bidini va acceptar una càtedra al departament de piano de la "Universität der Künste - Berlin". El 2009 va guanyar una de les càtedres de piano més importants d'Alemanya a la "Hochschule für Musik Hanns Eisler" de Berlín. El 2015, el Conservatori Superior de Música Colburn de Los Angeles va fundar la càtedra de piano Carol Colburn Grigor per a Fabio Bidini i actualment és professor del prestigiós conservatori. A més, exerceix com a artista resident a la "Hochschule für Musik und Tanz" de Köln.
És un artista oficial de la firma Steinway.